# Anni 860
Gli anni 860 sono il decennio che comprende gli anni dall'860 all'869 inclusi.

## Eventi, invenzioni e scoperte

### Sacro Romano Impero

#### Francia Occidentalis
- 863: Dopo la morte di Carlo di Provenza, Carlo il Calvo, che aveva sempre desiderato prendere il controllo della Provenza, marcia verso di essa per conquistarla, ma viene fermato dall'imperatore del Sacro Romano Impero, Ludovico II il Giovane.
- 864: Carlo il Calvo promulga l'Editto di Pistres.
- 869: Dopo la morte di Lotario II, approfittando dell'assenza di Ludovico II il Giovane, Carlo il Calvo conquista la Lotaringia.

#### Lotaringia
- 869: Muore il re di Lotaringia Lotario II. Il trono passa Carlo il Calvo.

#### Provenza
- 863: Muore il re di Provenza Carlo di Provenza. Suo padre, Ludovico II il Giovane, prende possesso del territorio.

#### Francia Orientalis
- 869: Ludovico il Germanico entra in contrasto con Carlo il Calvo per il possesso della Lotaringia, ma invece di iniziare una guerra decide di scendere a patti, firmando un accordo l'anno seguente.

### Europa

#### Impero romano d'Oriente
- 860 - Assedio di Costantinopoli: I Rus' assaltano Costantinopoli, impreparata a rispondere militarmente perché già impegnata contro gli arabi sul fronte siciliano. Non riuscendo a sfondare le mura, le forze russe iniziarono a devastare i dintorni della capitale. L'imperatore Michele III, di ritorno dalla Sicilia, non riuscì a portare le truppe bizantine alla vittoria, ma i russi si ritirarono lo stesso dopo aver saccheggiato i villaggi vicini. Poco dopo i russi si convertirono al cristianesimo, accettando l'autorità religiosa dell'imperatore di Costantinopoli.
- 863 - Battaglia di Lalakon: L'esercito bizantino, guidato dallo zio di Michele III, Petronas, riconquista la regione di Melitene.
- 25 settembre 867: Il ciambellano di corte Basilio fa uccidere Michele III nel sonno, diventando il nuovo imperatore romano d'Oriente.
- 869: Basilio I dà inizio alla redazione dei Basilika, una raccolta di leggi che verrà ultimata nel 892. Questa riforma gli varrà il titolo di "Secondo Giustiniano".
- 869: Concilio di Costantinopoli.

#### Repubblica di Venezia
- 864: Morte di Pietro Tradonico. Diventa Doge Orso I Partecipazio, nipote di Agnello I.

#### Regno di Norvegia
- 860: Viene incoronato il primo re di Norvegia, Harald I.

### Asia

#### Cina
- 11 maggio 868: Pubblicazione del Sutra di Diamante

### Altro

#### Religione
- 863: Il papa Niccolò I scomunica Fozio I il Grande.
- 867: Morte di Niccolò I. Diventa papa Adriano II.

## Personaggi
- Ludovico II il Giovane
- Carlo il Calvo
- Ludovico il Germanico
- Lotario II
- Carlo di Provenza